# Gabriele Moroni
Gabriele Moroni (Galliate, 20 de septiembre de 1987) es un deportista italiano que compitió en escalada. Ganó una medalla de bronce en el Campeonato Europeo de Escalada de 2004, en la prueba de bloques.

## Palmarés internacional
| Campeonato Europeo | Campeonato Europeo | Campeonato Europeo | Campeonato Europeo |
| Año                | Lugar              | Medalla            | Prueba             |
| ------------------ | ------------------ | ------------------ | ------------------ |
| 2004               | Lecco (Italia)     | Medalla de bronce  | Bloques            |